# Кляйн, Яир
Яир Галь Кляйн (ивр. יאיר קליין‎; также известный как Яир Кляйн, род. 20 августа 1943 года) — бывший подполковник израильской армии, основатель частной военной компании «Ход а-ханит» (Острие копья).

## Биография
Родился в кибуце Ницаним. В возрасте пяти лет Яира эвакуировали из кибуца в ходе Арабо-израильской войны (1947—1949). В 1962 году был призван на военную службу в парашютный десант. Состоял в элитном разведывательном подразделении «Кароб», которое занималось точечным истреблением боевиков на территории Иордании. Участвовал в освобождении захваченного террористами ливанского самолета в аэропорту Бен-Гуриона, отличился в боях за Суэц во время Войны Судного дня. В 1977 вышел в отставку по причине конфликта с командованием.
Участник Ливанской войны 1982 года командовал резервистской бригады.
Создает компанию «Ход а-ханит» специализация которой — оборонный экспорт и специальная подготовка. В 1985 году действует в Гватемале и Гондурасе.
В 1988 году компания во главе с Кляйном приступает к тренировкам групп самообороны AGDEGAM для борьбы с террором коммунистических партизан Революционных вооружённых сил Колумбии (FARC) . Часть курсантов, прошедших подготовку, в дальнейшем участвовала в правоэкстремистском терроре и покушениях на политических деятелей Колумбии.
В 1989 году организация «Школы выживания» на острове Антигуа. Поставка партии израильского стрелкового оружия.
В том же году, Кляйну предъявили обвинение в экспорте военной техники без необходимых лицензий в Иерусалимском мировом суде. Кляйн признал себя виновным и был осужден в конце ноября 1990 года. В ходе судебного разбирательства он пояснил, что признал себя виновным «в том, чтобы положить конец охоте на ведьм устраивать вакханалии в прессе, основанные на слухах и домыслах, которые вредят государству и мне». Он утверждал, что действовал «в духе доброй воли и в надежде, что мои действия были в рамках закона».
С 1996 по 1998 годы Кляйн находился в Либерии и Сьерра-Леоне, основным родом деятельности было по словам самого Кляйна «обучение частных охранных предприятий».
В период с 1999 по 2000 год он провел 16 месяцев в тюрьме Сьерра-Леоне по обвинению в том, что перевозил и поставлял оружие повстанцам из Объединённого революционного фронта.
В 2001 году был заочно осужден судом Колумбии на 14 лет. Кляйн и его компания «Ход а-ханит» были обвинены в подготовке отрядов наркодельцов и правых боевиков в Колумбии в 1980-х годах. Правительство Колумбии предпринимало безуспешные попытки добиться его экстрадиции из Израиля. В интервью 2007 года Кляйн утверждал, что он был послан в Колумбию по просьбе Национальной полиции в целях подготовки ее членов и заявил, что он был готов вернуться и помочь уничтожить боевиков и повстанцев.
3 апреля 2007 года Интерпол выписал ордер на арест Яира Кляйна по обвинению в организации военной подготовки боевиков колумбийских наркокартелей. 28 августа 2007 года он арестован при въезде в Россию. В апреле 2010 года Европейский суд по правам человека запретил России экстрадировать Кляйна в Колумбию в связи с угрозой для его жизни. В ноябре 2010 года отставной десантник экстрадирован из России в Израиль.